# Phaonia veniesetosa
Phaonia veniesetosa är en tvåvingeart som beskrevs av Fritz Isidore van Emden 1965. Phaonia veniesetosa ingår i släktet Phaonia och familjen husflugor. Inga underarter finns listade i Catalogue of Life.